# Монбуайон
Монбуайо́н (фр. Montboillon) — коммуна во Франции, находится в регионе Франш-Конте. Департамент — Верхняя Сона. Входит в состав кантона Жи. Округ коммуны — Везуль.
Код INSEE коммуны — 70356.

## География
Коммуна расположена приблизительно в 320 км к юго-востоку от Парижа, в 17 км северо-западнее Безансона, в 33 км к юго-западу от Везуля.
Больше половины территории коммуны занимают леса.

## Население
Население коммуны на 2010 год составляло 269 человек.
| 1962 | 1968 | 1975 | 1982 | 1990 | 1999 | 2010 |
| ---- | ---- | ---- | ---- | ---- | ---- | ---- |
| 119  | 110  | 137  | 161  | 171  | 219  | 269  |

## Администрация
| Период | Период | Фамилия      | Партия | Примечания |
| ------ | ------ | ------------ | ------ | ---------- |
| 2001   | 2008   | Даниель Пьон |        |            |
| 2008   | 2014   | Жиль Панье   |        |            |

## Экономика

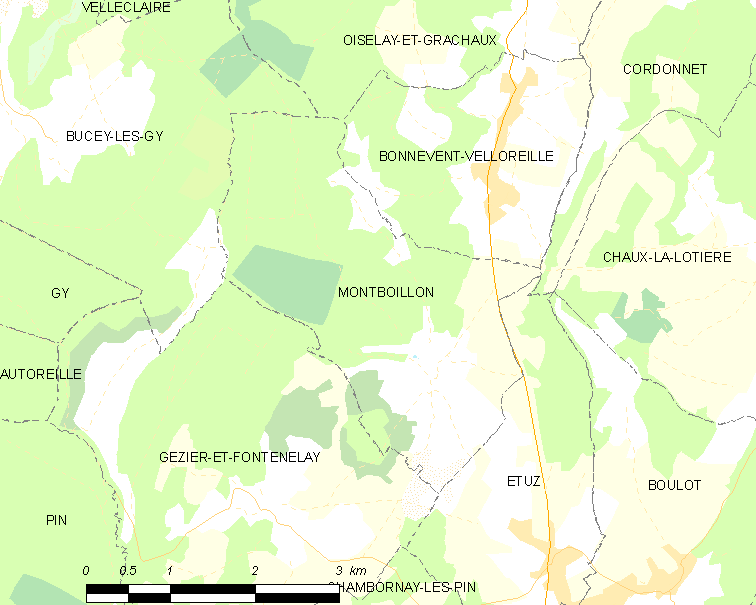
Карта коммуны

В 2010 году среди 175 человек трудоспособного возраста (15—64 лет) 133 были экономически активными, 42 — неактивными (показатель активности — 76,0 %, в 1999 году было 72,7 %). Из 133 активных жителей работали 121 человек (66 мужчин и 55 женщин), безработными было 12 (3 мужчин и 9 женщин). Среди 42 неактивных 12 человек были учениками или студентами, 19 — пенсионерами, 11 были неактивными по другим причинам.